# Monnina chlamydantha
Monnina chlamydantha är en jungfrulinsväxtart som beskrevs av Ramón Alejandro Ferreyra. Monnina chlamydantha ingår i släktet Monnina och familjen jungfrulinsväxter. Inga underarter finns listade i Catalogue of Life.